# Willerwald
Willerwald ist eine französische Gemeinde mit 1519 Einwohnern (Stand 1. Januar 2022) im Département Moselle in der Region Grand Est (bis 2015 Lothringen). Sie gehört zum Arrondissement Sarreguemines und zum Gemeindeverband Sarreguemines Confluences.

## Geografie
Die Gemeinde Willerwald liegt etwa 30 Höhenmeter oberhalb des Saartales, zwischen den Städten Sarralbe (dt. Saaralben) und Saargemünd. Das 6,37 km² große Gemeindegebiet an der Grenze zum Département Bas-Rhin wird vom Hoppbach, vom Waldscheingraben und vom Dorrenbach entwässert. Willerwald ist von drei größeren Waldgebieten umgeben (den Saaralber Wald, den Hambacher Wald und den Saargemünder Wald), die Gemeinde hat daran aber keinen Anteil. Durch den Süden des Gemeindegebietes führt der Saarkanal (Canal des houillères de la Sarre), die stark mäandrierende Saar bildet die südliche Gemeindegrenze.
Nachbargemeinden von Willerwald sind Hambach im Norden, Herbitzheim im Osten sowie Sarralbe im Süden und Westen.

## Geschichte
Als Wilre erscheint der Ort erstmals 1240 in einer Urkunde. Er war im Besitz der Herren von Sarralbe, zeitweise auch den Bischöfen von Metz unterstellt. Nachdem die Siedlung im 16. Jahrhundert wüst fiel, wurde sie 1618 unter heutigem Namen als typisches Straßendorf neu gegründet. 1793 und 1801 hatte der Ortsname noch die Schreibweisen Willerwaldt und Villervald. Aus der Gründungszeit sind keine Gebäude mehr erhalten. Anstelle der 1911 in neogotischem Stil und mit einem 60 Meter hohen Turm erbauten und 1940 zerstörten Kirche steht heute die Kirche Saint-Nicolas, die 1955 errichtet wurde. An den ehemaligen Bahnhof Willerwalds an der Strecke Sarralbe-Hambach, die heute noch dem Güterverkehr dient, erinnert der Straßenname Rue de la Gare.

### Wappen
Das Gemeindewappen ist dem Wappen der Familie Peltre entlehnt, in Erinnerung an Jean Peltre, unter dem das Dorf 1618 neu erbaut wurde.

### Bevölkerungsentwicklung
| Jahr      | 1962 | 1968 | 1975 | 1982 | 1990 | 1999 | 2006 | 2011 | 2022 |
| --------- | ---- | ---- | ---- | ---- | ---- | ---- | ---- | ---- | ---- |
| Einwohner | 933  | 934  | 988  | 1132 | 1173 | 1225 | 1415 | 1521 | 1519 |

Willerwald konnte seit den 1960er Jahren durch die Nähe zu großen Industrieparks ein kontinuierliches Bevölkerungswachstum verzeichnen. Im Jahr 1793 wurde mit 431 Bewohnern die bisher geringste Einwohnerzahl ermittelt. Die Zahlen basieren auf den Daten von cassini.ehess und INSEE.

## Sehenswürdigkeiten
- Kirche St. Nikolaus aus dem Jahr 1955

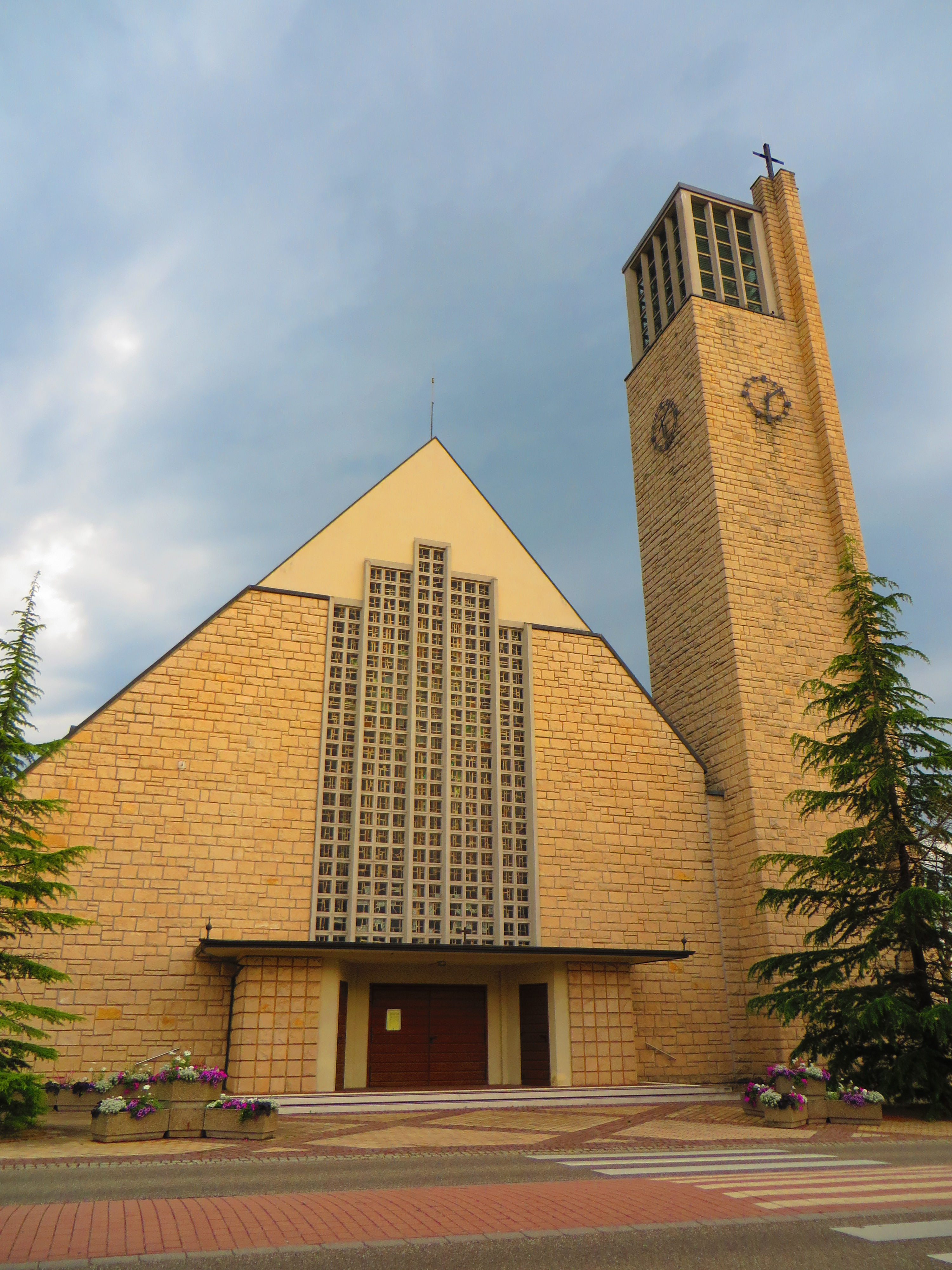
Kirche St. Nikolaus

## Wirtschaft und Infrastruktur
Die Gemeinde ist hauptsächlich Wohnort für viele Beschäftigte aus den nahegelegenen Betrieben, zu denen Smartville und der petrochemische Betrieb der Ineos-Gruppe gehören. In Willerwald sind acht Landwirtschaftsbetriebe ansässig (Pferde- und Rinderzucht).
Durch Willerwald führt die stark frequentierte Nationalstraße 61 (Saarbrücken–Phalsbourg). Die Gemeinde hat außerdem einen direkten Anschluss an die Autobahn Paris–Straßburg (Anschluss Sarreguemines). Der Bahnhof Willerwald lag an der Bahnstrecke Berthelming–Sarreguemines.

## Belege
1. ↑  Ortsname auf cassini.ehess.fr
2. ↑  Wappenbeschreibung auf genealogie-lorraine.fr (französisch)
3. ↑  Willerwald auf cassini.ehess
4. ↑  Willerwald auf INSEE
5. ↑  Landwirtschaftsbetriebe auf annuaire-mairie.fr (französisch)